# Tidavads distrikt
Tidavads distrikt är ett distrikt i Mariestads kommun och Västra Götalands län, söder om Mariestad. 

## Tidigare administrativ tillhörighet
Distriktet inrättades 2016 och utgörs av socknen Tidavad i Mariestads kommun.
Området motsvarar den omfattning Tidavads församling hade 1999/2000.